# Декомпрессия на лету
Декомпрессия на лету (англ. Deco On The Fly, англ. Ratio Deco) — одна из методик, позволяющих рассчитать декомпрессионное погружение без использования технических средств (декомпрессионных компьютеров) и декомпрессионных таблиц, а затем, в случае надобности, пересчитать декомпрессионные обязательства во время погружения. Облегчение расчётов достигается за счёт использования так называемого стандартного набора газовых смесей, который обеспечивает среднее парциальное давление кислорода (PPO2, PPO2) в 1,2 атм во время декомпрессии. Следует отметить, что декомпрессия на лету не отменяет планирования технического погружения.